# Чемпионат Чехословакии по хоккею с шайбой 1965/1966
Чемпионат Чехословакии по хоккею с шайбой 1965/1966 — 30-й сезон чехословацкой хоккейной лиги. В 11-й раз за последние 12 сезонов чемпионом стал клуб ЗКЛ Брно.

## Формат
Перед началом сезона была изменена система чемпионата. Количество команд уменьшилось до 10, они играли между собой в 4 круга, по результатам которых определялись призёры. Чемпионом в 11-й раз в своей истории стал клуб ЗКЛ из Брно, опередивший лишь по результатам личных игр Дуклу из Йиглавы, бронзовым призёром стал братиславский Слован. В отличие от последних чемпионатов, которые прошли с заметным превосходством ЗКЛ, в этом сезоне клуб из Брно столкнулся с серьезной конкуренцией со стороны Дуклы, но всё-же сумел сохранить чемпионский титул. В последнем туре ЗКЛ играл в гостях с Кладно и сумел одержать победу со счётом 4:2: Властимил Бубник забросил 2 шайбы, ещё по разу отличились Рудольф Шойер и Франтишек Машлань. Помимо очередной победы в чемпионате Чехословакии, ЗКЛ стал сильнейшим клубом Европы, став обладателем первого розыгрыша Кубка европейских чемпионов. В 1/4 финала ЗКЛ обыграл польский ГКС Катовице, в полуфинале оказался сильнее австрийского Клагенфурта, а в финале уверенно переиграл немецкий Фюссен.

## Турнирная таблица
| №   | Команда           | И  | В  | Н | П  | ГЗ  | ГП  | О  |
| --- | ----------------- | -- | -- | - | -- | --- | --- | -- |
| 1.  | ЗКЛ Брно          | 36 | 25 | 6 | 5  | 203 | 92  | 56 |
| 2.  | Дукла Йиглава     | 36 | 26 | 4 | 6  | 197 | 94  | 56 |
| 3.  | Слован Братислава | 36 | 23 | 6 | 7  | 191 | 122 | 52 |
| 4.  | Спарта Прага      | 36 | 18 | 7 | 11 | 144 | 121 | 43 |
| 5.  | Тесла Пардубице   | 36 | 18 | 4 | 14 | 174 | 145 | 40 |
| 6.  | СОНП Кладно       | 36 | 12 | 3 | 21 | 145 | 187 | 27 |
| 7.  | Дукла Кошице      | 36 | 9  | 8 | 19 | 105 | 134 | 26 |
| 8.  | ТЕ Готтвальдов    | 36 | 9  | 4 | 23 | 111 | 189 | 22 |
| 9.  | ХЗ Литвинов       | 36 | 9  | 2 | 25 | 104 | 198 | 20 |
| 10. | Спартак Пльзень   | 36 | 6  | 6 | 24 | 88  | 180 | 18 |

## Лучшие бомбардиры
Шайбы
1. Ян Клапач (Дукла) — 41 шайба
2. Вацлав Недомански (Слован) — 39
3. Йозеф Голонка (Слован) — 36
Гол+пас
1. Ярослав Холик (Дукла) — 69 очков (29 шайб + 40 передач)

## Состав чемпиона
Вратари
Владимир Надрхал — 30 игр/2.4 гола за игру, Яромир Пршецехтел — 7/2.71, Йозеф Дворжак — 1/1.0
Защитники
Яромир Майкснер — 34 игры/28 очков (12 шайб + 16 передач), Рудольф Поч — 23/15 (6+9), Ладислав Олейник — 33/11 (5+6), Франтишек Машлань — 33/9 (4+5), Бжетислав Коцоурек — 21/9 (4+5)
Нападающие
Йозеф Черны — 34/47 (34+13), Ярослав Иржик — 35/39 (26+13), Властимил Бубник — 35/31 (18+13), Зденек Кепак — 36/30 (20+10), Франтишек Шевчик — 36/24 (16+8), Рихард Фарда — 34/20 (13+7), Йозеф Барта — 33/18 (12+6), Иво Винклер — 25/14 (9+5), Карел Скопал — 28/13 (8+5), Рудольф Шойер — 18/12 (8+4), Франтишек Ванек — 11/8 (5+3), Бронислав Данда — 14/3 (2+1)
Тренер — Владимир Боузек

## Переходный турнир
В переходном турнире приняли участие 4 лучшие команды 2-й лиги, в элитную лигу вышел победитель турнира.
| №  | Команда        | И | В | Н | П | ГЗ | ГП | О  |
| -- | -------------- | - | - | - | - | -- | -- | -- |
| 1. | ВЖКГ Острава   | 6 | 5 | 1 | 0 | 35 | 16 | 11 |
| 2. | ВТЖ Хомутов    | 6 | 3 | 1 | 2 | 28 | 11 | 7  |
| 3. | Моторлет Прага | 6 | 2 | 0 | 4 | 21 | 38 | 4  |
| 4. | Дукла Тренчин  | 6 | 1 | 0 | 5 | 15 | 34 | 2  |